# 고기석
고기석은 대한민국의 만화가이다.
1953년 전라남도 여수에서 태어났으며 친형인 만화가 고행석 화실에서 만화 제작에 참여하고 있다.